# 溃疡性结肠炎
溃疡性结肠炎（英語：ulcerative colitis，缩写作 UC），也称非特异性溃疡性结肠炎，是一種會導致結腸與直腸發炎與潰瘍的慢性疾病。病变通常起源于直肠，持续到结肠近端，并且通常局限于粘膜层。其發作時的主要症狀包括腹痛與伴有血便的腹瀉，體重減輕、發熱以及貧血的症狀也有可能在潰瘍性結腸炎發作時出現。通常其症狀發生的進程緩慢，且會輕重不一，其症狀表現常間歇出現，兩次發作中間常伴隨有一段無症狀期。潰瘍性結腸炎的併發症可能包括巨結腸症或眼部、關節或肝臟的炎症，以及結腸癌。世界卫生组织已将UC列为严重威胁人类健康的难治性疾病。
潰瘍性結腸炎的病因並不明確。與其病因相關的理論有自體免疫性疾病、遺傳學、腸道菌群的改變，以及環境因素。對於已開發國家之罹病率較高，部分提出的論點為：缺少接觸感染原的衛生假說、西方飲食習慣的引進及生活方式的差異等。早期將闌尾去除，可能有一定的預防作用。典型的診斷方式為結腸鏡檢查搭配活體組織切片。潰瘍性結腸炎是一種伴隨著克隆氏症和顯微鏡下結腸炎的炎症性腸病。
飲食習性的改變有助於改善症狀，例如高熱量飲食或是無乳糖飲食。幾種藥物常用於治療症狀，或是緩解症狀，包含氨基水楊酸鹽如：柳氮磺胺吡啶、皮質類固醇；免疫抑制劑如：硫唑嘌呤和炎症性腸炎的生物療法。若病情嚴重、治療後不見改善、或是出現像大腸癌之類的併發症，需進行 結腸切除術。直腸結腸切除術可以根治此一疾病。
截至2015年，約有一千一百萬人受到潰瘍性結腸炎與與克隆氏症共同影響。每年新發生人數每10萬人中約1至20人，每10萬人中有5至500人受到影響。此疾病在北美和歐洲比其他地區更常見。通常發生於15至30歲的人，或60歲以上的人。男性和女性似乎受影響的比例相同，自1950年代以來，此疾病越來越普遍。潰瘍性結腸炎和克隆氏症共同影響約100萬美國人。若經過適當治療，死亡風險與常人相同。潰瘍性結腸炎的第一次描述在1850年左右。

## 著名患者
- 安倍晉三（安倍 晋三）：日本政治家，曾任內閣總理大臣（首相）
- 达伦·弗莱彻（Darren Barr Fletcher）：蘇格蘭足球運動員
- 斯科特·斯皮德（Scott Andrew Speed）：美國賽車手
- 中村千绘（中村 千絵）：日本女性聲優

## 外部連結
- 潰瘍性大腸炎是什麼？有哪些治療方式？ - PanSci 泛科學 （页面存档备份，存于）
- 中的“溃疡性结肠炎”
- MedlinePlus ulcerative colitis page （页面存档备份，存于）
- Ulcerative colitis information page （页面存档备份，存于） at Crohn's & Colitis Foundation of America （页面存档备份，存于）
- Torpy JM, Lynm C, Golub RM.  (PDF). JAMA. 2012, 307 (1): 104  [2018-04-20]. PMID 22215172. doi:10.1001/jama.2011.1889. （原始内容存档 (PDF)于2012-03-16）.